# I'm Not a Girl, Not Yet a Woman
"I'm Not a Girl, Not Yet a Woman" là một bài hát của nghệ sĩ thu âm người Mỹ Britney Spears, được sáng tác và sản xuất của Max Martin và Rami Yacoub, với sự tham gia hỗ trợ viết lời từ Dido cho album phòng thu thứ ba của Spears, Britney (2001). Nó được phát hành vào ngày 5 tháng 2 năm 2002 bởi hãng Jive Records, như là đĩa đơn thứ hai từ album tại Bắc Mỹ và thứ ba trên toàn thế giới. Đây là một bản Soft rock với nội dung nói về cảm giác lo lắng và đau khổ của tuổi dậy thì. Spears tiết lộ rằng đây là một trong những chủ đề yêu thích nhất trong các chủ đề mà cô từng hát.
"I'm Not a Girl, Not Yet a Woman" nhận được những phản ứng tích cực từ các nhà phê bình âm nhạc, và so sánh nó với những bản ballad mạnh mẽ do Dianne Warren sáng tác. Tuy nhiên, nó giành được giải thưởng Mâm xôi vàng cho Bài hát gốc trong phim tệ nhất. Trong khi bài hát không lọt vào bảng xếp hạng Billboard Hot 100, "I'm Not a Girl, Not Yet a Woman" vươn đến top 10 ở Áo, Úc, Đức, Ireland, Hà Lan, Thụy Điển và Vương quốc Anh. Video ca nhạc của bài hát được đạo diễn bởi Wayne Isham, và phát hành cùng thời điểm ra mắt của bộ phim Crossroads (2002), bộ phim đầu tay của Spears. Video được ghi hỉnh tại Hẻm núi Linh dương, Arizona. Spears đã trình diễn "I'm Not a Girl, Not Yet a Woman" trong chuyến lưu diễn Dream Within A Dream Tour, khi cô ngồi xuống bên cạnh một người chơi đàn piano và trò chuyện với khán giả trước khi vào bài hát, cũng như nhiều chương trình truyền hình khác.

## Danh sách track và định dạng
- Đĩa CD tại châu Âu

1. "I'm Not a Girl, Not Yet a Woman" (bản album) — 3:53
2. "I Run Away" (bản album) — 4:06

- Đĩa CD maxi tại châu Âu và Úc

1. "I'm Not a Girl, Not Yet a Woman" — 3:51
2. "I'm Not a Girl, Not Yet a Woman" (Spanish Fly Radio Edit) — 3:28
3. "I'm Not a Girl, Not Yet a Woman" (Chocolate Puma Dub) — 7:38
4. "I Run Away" — 3:59
5. "Overprotected" (Video ca nhạc) — 3:32
6. "Crossroads" (Trailer phim)

- Đĩa CD maxi tại Nhật

1. "I'm Not a Girl, Not Yet a Woman" (bản album) — 3:53
2. "I'm Not a Girl, Not Yet a Woman" (Spanish Fly Remix Radio Edit) — 3:29
3. "I'm Not a Girl, Not Yet a Woman" (Chocolate Puma Dub) — 7:37
4. "I Run Away" (Album Version) — 4:06

- Đĩa CD maxi / đĩa đơn cassette tại Anh quốc

1. "I'm Not a Girl, Not Yet a Woman" (bản album) — 3:53
2. "I'm Not a Girl, Not Yet a Woman" (Spanish Fly Remix Radio Edit) — 3:29
3. "I Run Away" (bản album) — 4:06

- Đĩa đơn DVD tại Nhật

1. "I'm Not a Girl, Not Yet a Woman" (Video ca nhạc)
2. "Crossroads" (Trailer phim)
3. Liên khúc "Born To Make You Happy/Lucky/Sometimes" (Trực tiếp tại Las Vegas)

- Đĩa than 12"

1. "I'm Not a Girl, Not Yet a Woman" (Spanish Fly Club Mix) — 6:01
2. "I'm Not a Girl, Not Yet a Woman" (Spanish Fly Radio Edit) — 3:28
3. "I'm Not a Girl, Not Yet a Woman" (Chocolate Puma Mix) — 7:38
4. "I'm Not a Girl, Not Yet a Woman" — 3:51

- Đĩa đơn hộp nhạc The Singles Collection

1. "I'm Not a Girl, Not Yet a Woman" — 3:51
2. "I Run Away" — 3:59

## Xếp hạng
| Bảng xếp hạng (2002)                        | Vị trí cao nhất |
| ------------------------------------------- | --------------- |
| Úc (ARIA)                                   | 7               |
| Áo (Ö3 Austria Top 40)                      | 3               |
| Bỉ (Ultratop 50 Flanders)                   | 22              |
| Bỉ (Ultratop 50 Wallonia)                   | 26              |
| Đan Mạch (Tracklisten)                      | 11              |
| Châu Âu (Eurochart Hot 100 Singles)         | 2               |
| Phần Lan (Suomen virallinen lista)          | 16              |
| Pháp (SNEP)                                 | 25              |
| Đức (GfK)                                   | 10              |
| Ireland (IRMA)                              | 3               |
| Ý (FIMI)                                    | 16              |
| Japan (Oricon)                              | 1               |
| Hà Lan (Dutch Top 40)                       | 9               |
| New Zealand (Recorded Music NZ)             | 40              |
| Portugal (Portuguese Singles Chart)         | 6               |
| Romania (Romanian Top 100)                  | 20              |
| Scotland (OCC)                              | 2               |
| Tây Ban Nha (PROMUSICAE)                    | 16              |
| Thụy Điển (Sverigetopplistan)               | 4               |
| Thụy Sĩ (Schweizer Hitparade)               | 16              |
| Anh Quốc (OCC)                              | 2               |
| US Billboard Bubbling Under Hot 100 Singles | 2               |
| Hoa Kỳ Pop Airplay (Billboard)              | 21              |

| Bảng xếp hạng (2002)     | Vị trí |
| ------------------------ | ------ |
| Australian Singles Chart | 72     |
| Austrian Singles Chart   | 35     |
| Dutch Singles Chart      | 79     |
| German Singles Chart     | 71     |
| Swedish Singles Chart    | 40     |
| Swiss Singles Chart      | 91     |
| UK Singles Chart         | 82     |

## Chứng nhận
| Quốc gia                                 | Chứng nhận | Số đơn vị/doanh số chứng nhận |
| ---------------------------------------- | ---------- | ----------------------------- |
| Úc (ARIA)                                | Vàng       | 35.000^                       |
| Anh Quốc (BPI)                           |            | 170,000‡                      |
| * Chứng nhận dựa theo doanh số tiêu thụ. |            |                               |

## Lịch sử phát hành
| Nước           | Ngày                | Định dạng | Nhãn |
| -------------- | ------------------- | --------- | ---- |
| Đức            | 18 tháng 2 năm 2002 | CD        | Sony |
| Nhật Bản       | 22 tháng 2 năm 2002 | CD        | Sony |
| Vương quốc Anh | 1 tháng 4 năm 2002  | CD        | RCA  |